# Munio de Zamora
Munio de Zamora (Zamora, 1237 – Roma, 19 de fevereiro de 1300) tornou-se o sétimo Mestre-geral da Ordem dos Pregadores (dominicanos) em 1285, entre acusações de manipulação e influência política do seu patrono, Sancho IV de Castela, mas foi dramaticamente removido do seu posto em 1290, numa operação que envolveu o arcebispo de Génova, Tiago de Vorágine (Jacobus de Voragine), o autor da Legenda aurea. Munio foi parcialmente reabilitado em 1294 quando foi nomeado bispo de Palência, graças à intervenção do seu protector, o rei Sancho.
Em 1285, Munio promulgou a Regra dos Irmãos e Irmãs da Penitência de São Domingos (Regula Fratrum et Sororum Ordinis of Paenitentia Beati Dominici), uma regra de vida que esteve em vigor até ao início do século XX, para os leigos, homens e mulheres, integrando-os na Ordem dos Pregadores. Tal regra foi mais conhecida como  Regra da Ordem Terceira de São Domingos e, mais recentemente (1985), foi adoptada uma nova, sob a designação de Regra das Fraternidades Leigas de São Domingos.
Munio de Zamora regularizou uma situação que vinha já desde os tempos de Domingos de Gusmão, pela qual homens e mulheres, inspirados no modelo de vida dos frades e monjas participavam, ao seu estilo, no esforço e missão de pregação da Ordem. Por intermédio de uma promessa feita ao Mestre-geral, a Regra de Munio permitia que os leigos vivessem em família, isoladamente ou mesmo em comunidades, participando de pleno direito na Ordem. Só por esse feito, Munio de Zamora é louvado e recordado na historiografia oficial da Ordem. Entre os leigos dominicanos mais conhecidos, estão Catarina de Siena, Rosa de Lima, Sigrid Undset, Dante Alighieri, Giorgio La Pira e Aldo Moro.
Munio está sepultado na antiga Basílica de Santa Sabina, a sede oficial actual da Ordem, em Roma.